# Tetracis communata
Tetracis communata är en fjärilsart som beskrevs av Achille Guenée 1858. Tetracis communata ingår i släktet Tetracis och familjen mätare. Inga underarter finns listade i Catalogue of Life.